# Heinrich Kühl (Kaufmann)
Heinrich Kühl (* 11. April 1748 in Hamburg; † 11. April 1821 ebenda) war ein deutscher Kaufmann und Oberalter.

## Leben und Wirken
Heinrich Kühl hatte einen gleichnamigen Vater, der als Oberalter an der Hauptkirche Sankt Katharinen gewirkt hatte. Als Kaufmann wurde er 1776 in das Kollegium der Hundertachtziger gewählt. Er gehörte seit 1791 dem Niedergericht an, wurde ein Jahr später Mitglied der Commerz-Deputation und der Kämmerei und 1801 Mitglied der Admiralität. 1803 gab er eine Übersicht von Rat- und Bürgerbeschlüssen heraus, die zwischen 1700 und 1800 gefasst worden waren. Die Publikation bezahlte er selbst. Während der Hamburger Franzosenzeit beteiligte er sich am 19. November 1806, am 21. September 1807 und am 29. Dezember 1810 als Deputierter an Verhandlungen über von der Stadt Hamburg zu leistende Kontributionen.
Nachdem die Franzosen Hamburg verlassen hatten, wirkte Kühl nach der Wahl am 2. September 1814 als Oberalten an der Hauptkirche Sankt Jacobi. 1818 übernahm er das Präsidentenamt des Kollegiums. Der sonst kritisch urteilende Ferdinand Beneke beschrieb Kühl als freundlich und patriotisch. Er sei gewandt und gutmütig gewesen, gebildet und artig, so der Oberaltensekretär in seinen Tagebüchern. Am 25. Juli 1818 beschrieb er Kühls Aussehen mit den Worten: „Kühl! liebliches Wort in diesen Hundstagen! Aber des Mannes Gesicht, der Sonne gleich, mit vielen Fackeln und hochroter Weinblüte, nimmt dem Namen alle Wirkung!“
Kühl setzte sich auch für die Niederländische Armen-Casse ein. Diese ursprünglich von niederländischen Zuwanderern gegründete Organisation half zu dieser Zeit auch armen Hamburger Bürgern. Am 25. März 1800 übernahm Kühl die Jahresverwaltung. In Folge der Hamburger Handelskrise von 1799 hatten viele ehemalige Spender einen Großteil ihres Vermögens verloren und baten nun selbst um Hilfe. Kühl versuchte daher, neue Spender zu akquirieren. Am 22. November 1800 schrieb er für die Hamburger Nachrichten den Beitrag „Hamburgs stille Wohlthäterin: Die Niederländische Armen-Casse“. Darin stellte er die Hilfsorganisation und deren Arbeit vor. Neue Unterstützer könne man nur gewinnen, wenn den Menschen bewusst sei, dass die Casse auch ihnen im Bedarfsfall helfen würde, so Kühl. Nach der Publikation des Artikels bekam die Organisation 247 neue Förderer. Kühl selbst spendete einen unkündbaren Kammerbrief in Höhe von 1000 Mark, der jährliche Zinserträge von 30 Mark bot.

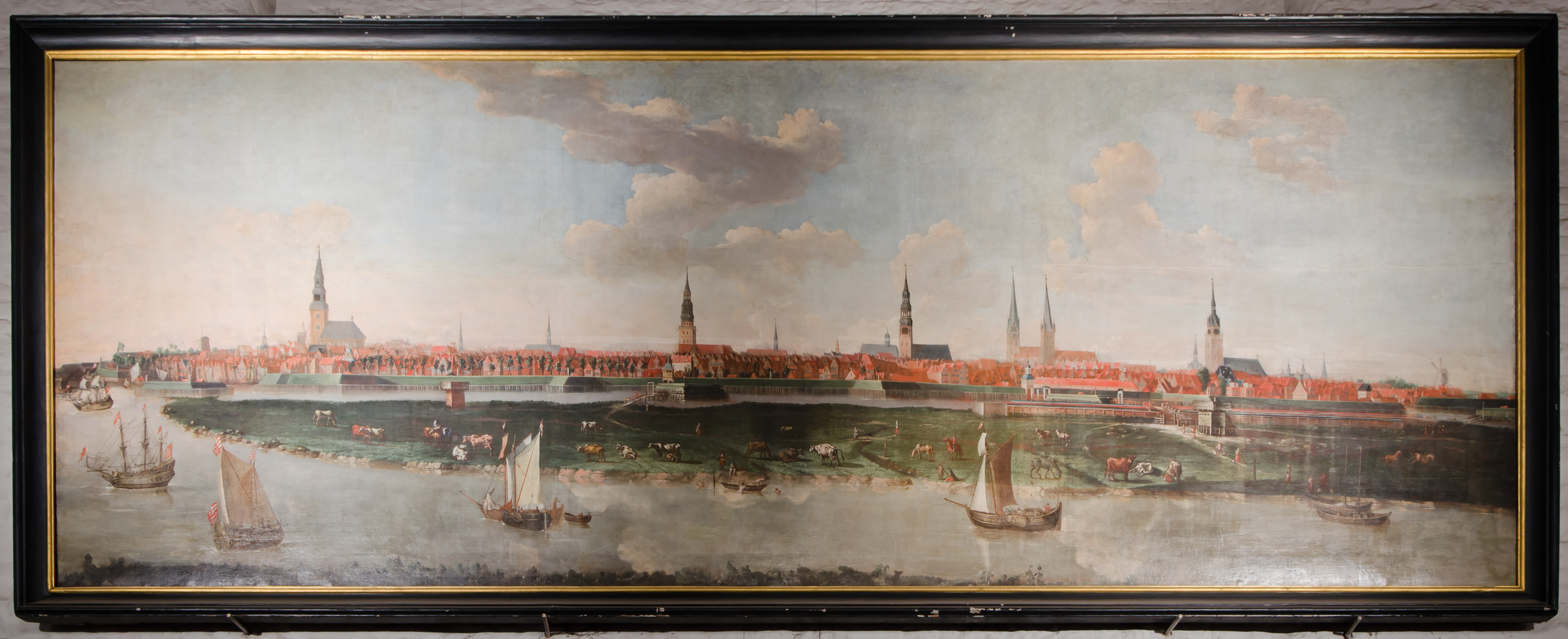
Stadtansicht Hamburg, Joachim Luhn 1681

Für die Jacobikirche spendete Kühl ein Stadtpanorama des Malers Joachim Luhn, das heute noch dort zu sehen ist. Kühl hatte das Bild, das zuvor im Hamburger Rathaus gehangen hatte, auf dem städtischen Bauhof gefunden. Dort lagerte es aufgrund des Umbaus des Rathauses. Kühl kaufte das Gemälde 1819 und verschenkte es mit einer Geldspende von 3000 Mark. 
Kühl schuf sich gewissermaßen seinen eigenen Friedhof: Als der Platz für die Bestattung der Toten in und um die Hamburger Kirchen nicht mehr ausreichte, mussten sie nach anderen geeigneten Orten suchen. Auf Initiative Kühls wählte die Jacobikirche eine Fläche vor dem Steintor. Dort entstand als erster der Steintorfriedhöfe der Jacobi-Friedhof. Dort gab Kühl auf eigene Kosten eine achteckige Kapelle in Auftrag. Diese enthielt im Boden ausgemauerte Grüfte. Eine davon war für ihn und seine Frau Anna Katharina Helmcke (1745–1816) vorgesehen, die nach kinderloser Ehe vor ihrem Gatten verstorben war. Die anderen Grüfte verkaufte Kühl erfolgreich per Zeitungsinserat.
Heinrich Kühl wurde nach dem Tod am 11. April 1821 in der Kapelle beigesetzt. Er hinterließ eine wertvolle Sammlung von Hamburgensien, die er der Patriotischen Gesellschaft von 1765 überließ.